# Läpiän koivikkolehdot
Läpiän koivikkolehdot este o arie protejată (arie specială de conservare — SAC, sit de importanță comunitară — SCI) din Finlanda întinsă pe o suprafață de 11 ha, integral pe uscat.

## Localizare
Centrul sitului Läpiän koivikkolehdot este situat la coordonatele 61°08′49″N 26°05′13″E / 61.1469°N 26.0869°E.

## Înființare
Situl Läpiän koivikkolehdot a fost declarat sit de importanță comunitară în august 1998 pentru a proteja 1 specie de animale. Situl a fost protejat și ca arie specială de conservare în aprilie 2015.

## Biodiversitate
Situată în ecoregiunea boreală, aria protejată conține 2 habitate naturale: Păduri fino-scandinave bogate în ierburi cu Picea abies, Mlaștini împădurite.
La baza desemnării sitului se află o specie protejată de  mamifere: veveriță zburătoare siberiană (Pteromys volans).
Pe lângă speciile protejate, pe teritoriul sitului au mai fost identificate 6 specii de plante, 4 specii de păsări, 4 specii de nevertebrate, 1 specie de pești.